# Gonarezhou
Gonarezhou es una película de concienciación contra la caza furtiva zimbabuense de 2019 escrita y dirigida por Sydney Taivavashe. Se produjo en conjunto con la Autoridad de Gestión de Parques y Vida Silvestre de Zimbabue.

## Sinopsis
Zulú es un joven africano que debido a distintas desgracias termina uniéndose a un grupo de cazadores furtivos.

## Elenco
- Tariro Mnangagwa como Sargento Onai.[4]
- Tamy Moyo como Sara[1]

## Producción
En 2017, Sydney anunció que estaba trabajando en un largometraje sobre caza furtiva y que comenzó a desarrollar el guion desde 2013. La historia se inspiró en la matanza de 300 elefantes por cazadores furtivos que utilizaron cianuro en 2013. La fotografía principal comenzó en noviembre de 2018.